# Peseta della Guinea Equatoriale
La peseta (in spagnolo: peseta guineana) è stata la valuta della Guinea Equatoriale dal 1969 al 1975. Ha sostituito la peseta spagnola alla pari ed è stata rimpiazzata, alla pari, dall'ekuele.

## Monete
Sono stati coniati quattro tagli di monete, tutti datati 1969: 1, 5, 25 e 50 pesetas. Le monete avevano le stesse dimensioni delle corrispondenti pesetas spagnole.

## Banconote
Sono state emessi tre tagli di banconote datati 1969: 100, 500 e 1 000 pesetas.